# Balipatapur
Balipatapur es una ciudad censal situada en el distrito de Khordha en el estado de Odisha (India). Su población es de 6898  habitantes (2011). Se encuentra a 60 km de Bhubaneswar.

## Demografía
Según el censo de 2011 la población de Balipatapur era de 6898 habitantes, de los cuales 3566 eran hombres y 3332 eran mujeres. Balipatapur tiene una tasa media de alfabetización del 68,96%, inferior a la media estatal del 72,87%: la alfabetización masculina es del 75,96%, y la alfabetización femenina del 61,40%